# 電動航空機

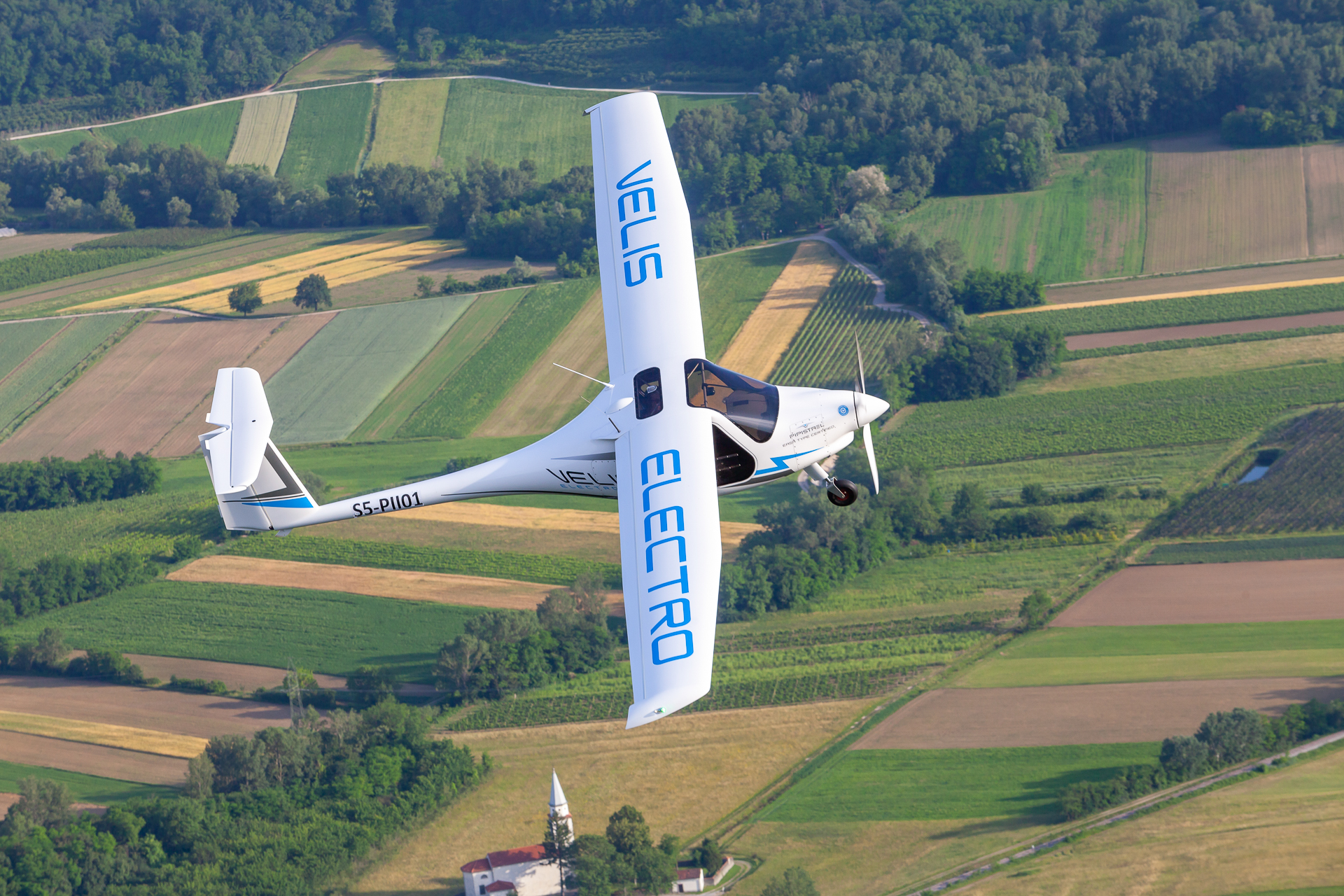
ピピストレル・ヴェリス・エレクトロ（2020年）

電動航空機（Electric aircraft）とは動力に電動機を使用する航空機のこと。電気飛行機、電動推進、電気推進、電気式とも。
1970年頃から開発が活発化し、無人・有人の機体が製作されている。
電動飛行船での有人飛行は19世紀にさかのぼり、テザーヘリコプターの場合は1917年にさかのぼる。電動模型航空機は、少なくとも1970年代から飛行している。
実用では無人航空機(UAV)が先行し、航空写真、監視、通信、宅配など様々な用途に利用されるようになってきた。
電気飛行機による有人フリーフライトは1973年のブルディッチカ HB-3が最初で、現在も有人電気飛行機の多くは実験的な試作機である。2015年から2016年にかけて、ソーラーインパルス2が太陽光発電による地球1周を達成。eVTOL機またはパーソナルエアビークルは、アーバン・エア・モビリティのために検討されている。電気民間旅客機は運用コストを下げる可能性がある:1–7。

## 概要
航空機としての特性はプロペラ機のエンジンと燃料を電動機と電源に交換したものであり、機体設計ほぼそのままであるため、既存の航空機を改造する例が多い。現在では電動機の出力と電池の重量問題から実験機はTecnam P2006Tのような軽量な機体やモーターグライダーなどが利用されている。エアバスはプロペラではなくダクテッドファンを使用するAirbus E-Fanを開発した。固定翼機だけでなくヘリコプターや超軽量動力機も製作されている。
電源はバッテリー、太陽電池、燃料電池などが使われる。特に太陽電池を使うものはソーラープレーンと呼ばれる。

### 利点
- 内燃機関に由来する音や振動が無いため、周囲への騒音や機内の振動が少ない。
- 燃料系統や油圧系統がないため軽量化されメンテナンスも簡素化される。
- プロペラをエアブレーキとして利用し電力回生が可能となる[6]。
- 電池式であれば飛行場まで燃料を運搬する必要がなくなるためコストが抑えられる。また比較的可燃性が低い場合が多く、その場合火災のリスクが減る。
- ソーラーパネルを活用できる。

### 欠点
- 推進方式はプロペラ、ダクテッドファン、サイクロローターなど速度に制限がある方式しか選べない。
- 大容量、高出力の電池が高価。
- 電池は消耗しても重量が変わらずデッドウェイトとなるため、現状では内燃機関よりも航続距離は短い。
- 油圧を確保する場合は専用の電動ポンプを搭載する必要があり重量や電力的に不利となる[8]。

この特性に合わせ、飛行場から離れない練習機やスポーツ機、近距離用の有人ドローンへの採用が検討されている。
2020年現在国際民間航空機関では電動航空機の操縦や整備資格について明確に定めておらず、飛行前に航空当局へ実験飛行として申請している。なおモーターグライダーや超軽量動力機は動力について定めがないため、電池を電源とするプロペラ式が普及している。
小型無人航空機の推進器として、イオンクラフトを利用する研究が行われている。
推進力の他にヘリコプターのテールローターを電動ファンに置き換える構想もある。

## ギャラリー

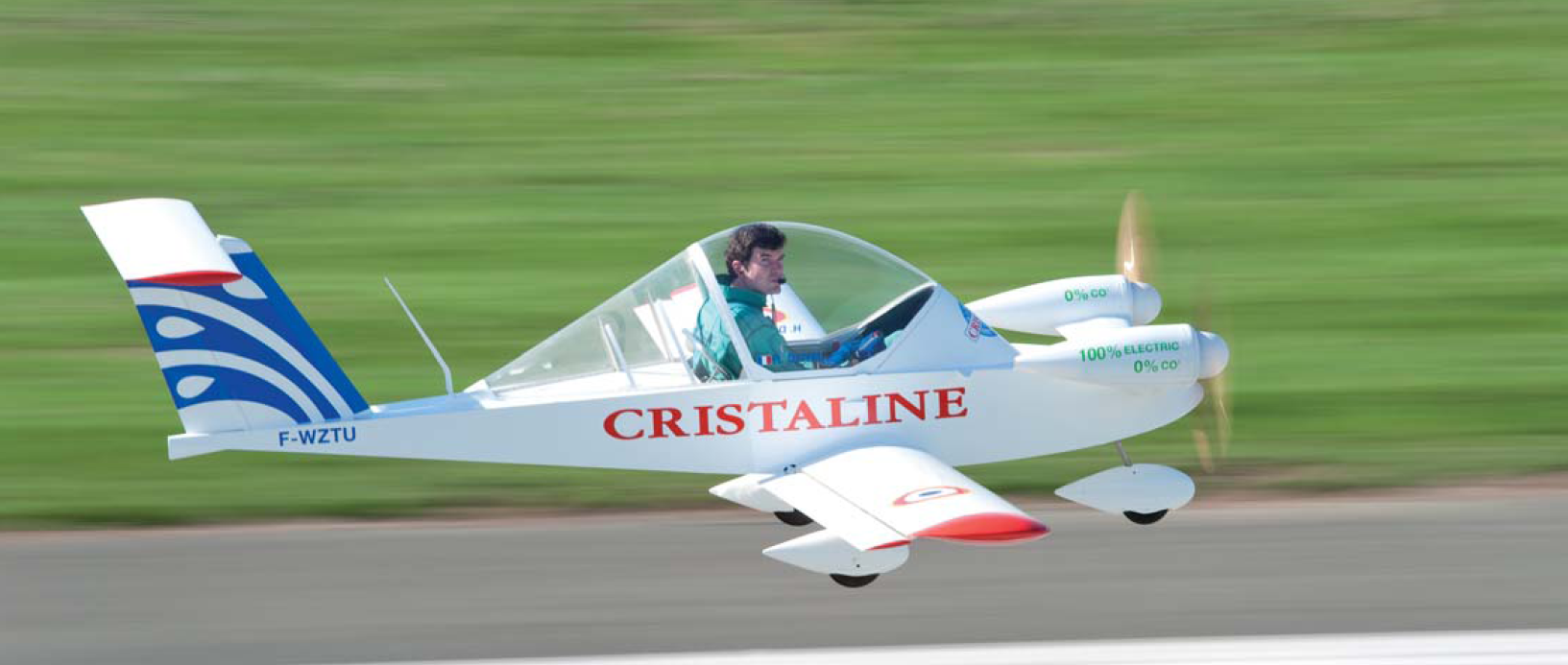
エレクトラビア（英語版）が開発した単座の電動飛行機コロンバン Cri-Cri（英語版）
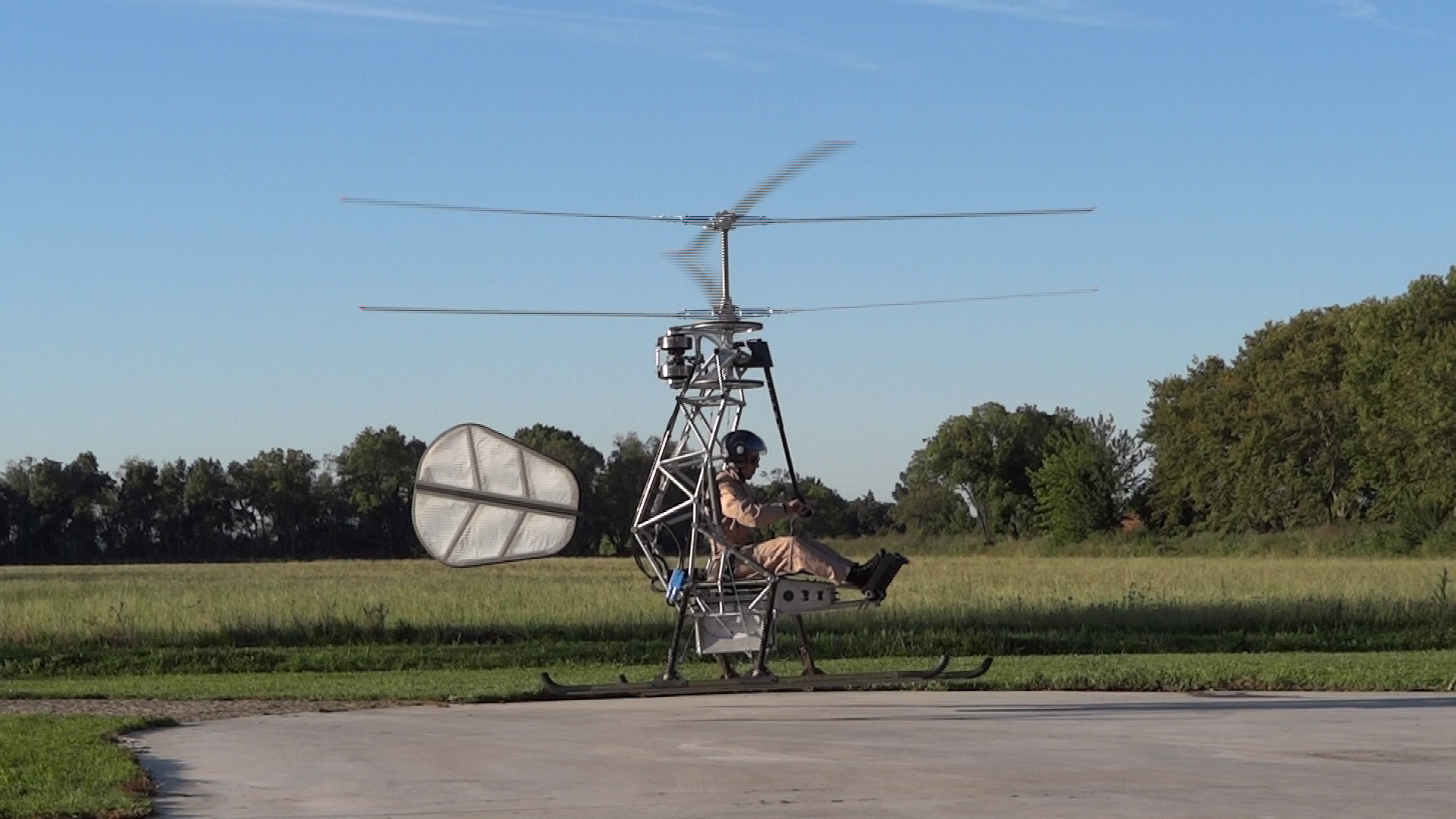
単座の電動ヘリコプターソリューションF /クレティエン・ヘリコプター（英語版）
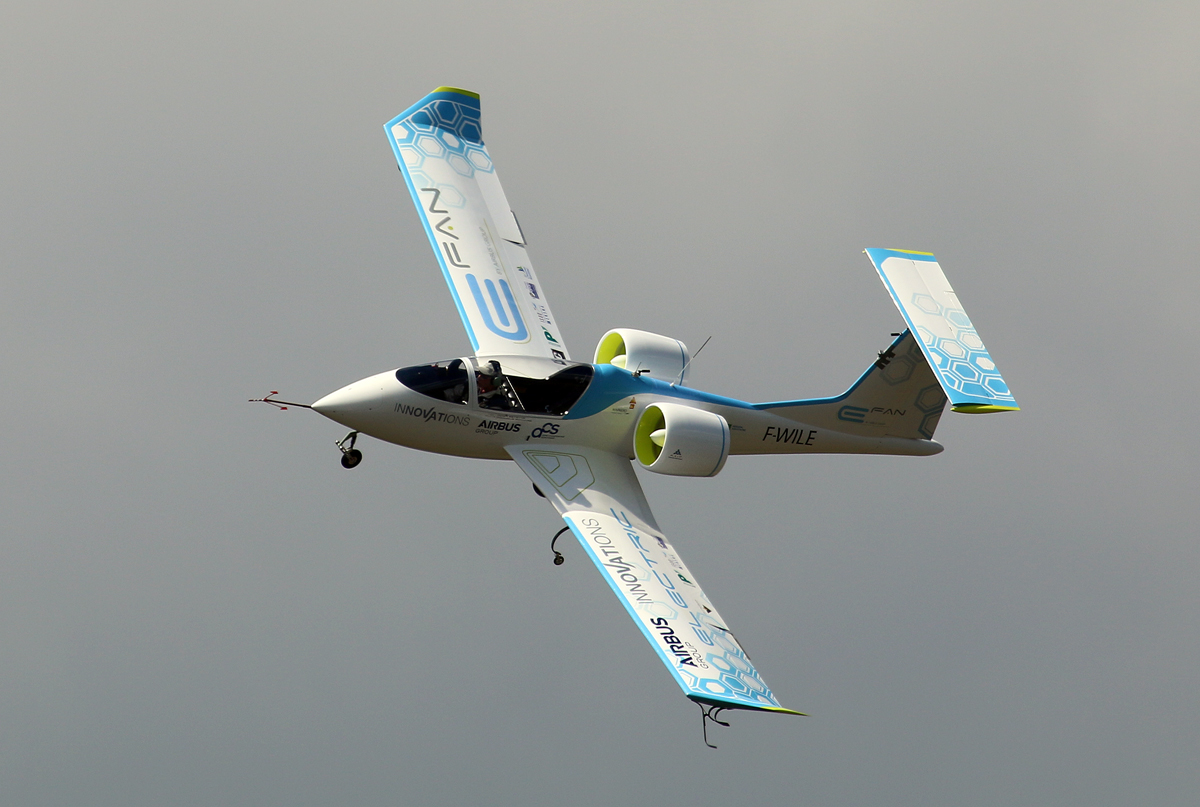
エアバスEファン（英語版）
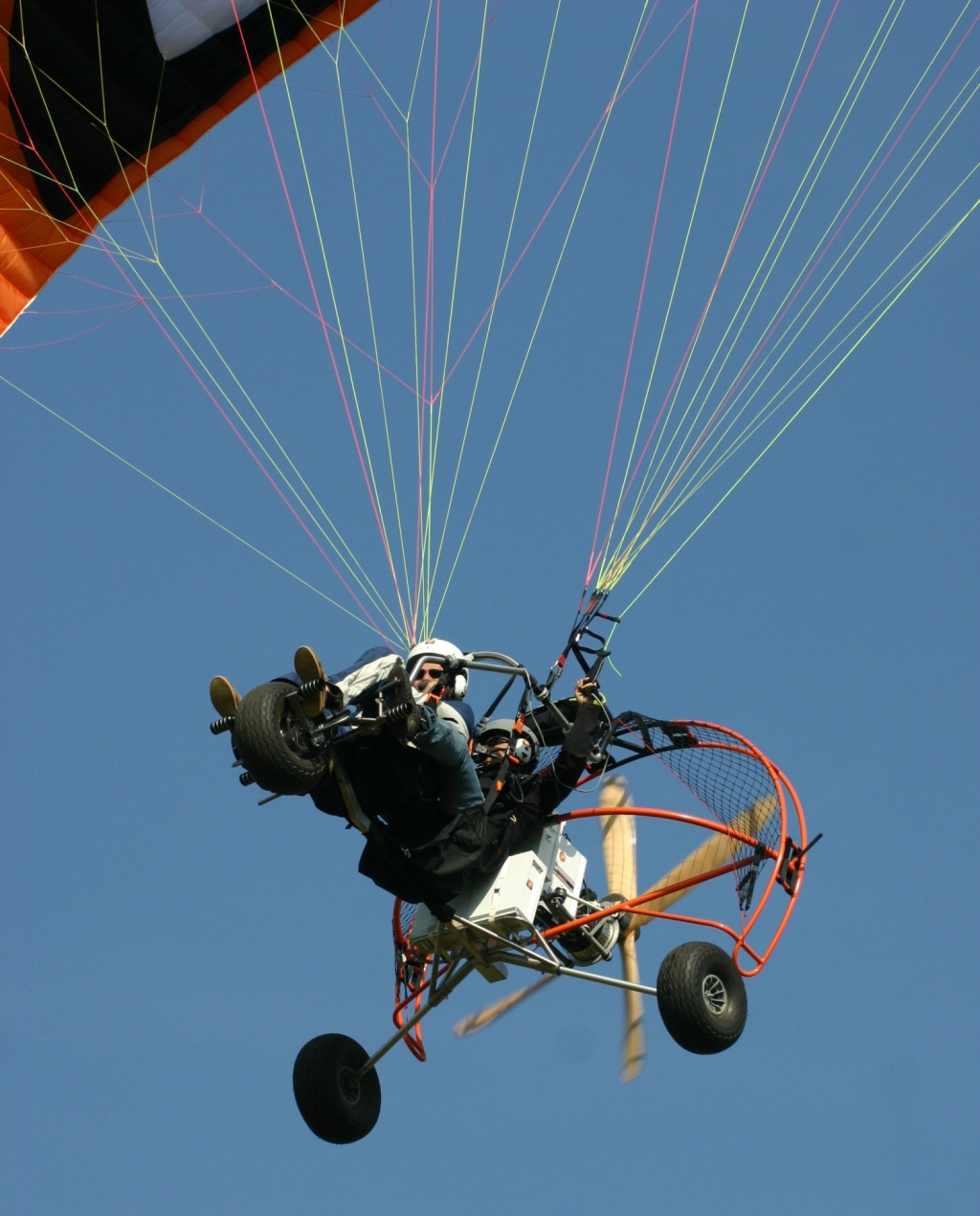
電動機を搭載した超軽量動力機

## 電源

### 電池
二次電池に蓄えた電気を使用する。プロペラをエアブレーキにすることで電力回生も可能である。
電気二重層コンデンサは電力量が少ないため主電源には不適格であるが、高出力が必要な離陸時にブーストとして使う案もある。
NASAでは技術実験"LEAR Tech"のためTecnam P2006Tを母体とし、主翼に18基の電動機を搭載したNASA X-57 マクスウェルを製作した。
電池は放電後に死重になってしまうのが欠点である。また重量エネルギー密度がガソリンは12,000wh/kgに対し現状のリチウムイオン二次電池は100–243wh/kgと著しく低く、充放電の繰り返しにより劣化する問題もある。
電池の充電は燃料の給油と比較して長い時間がかかることも欠点である。電気自動車においては電池交換所において満充電のバッテリーと短時間で交換する手法とし、充電中の待ち時間を減らしたメーカーもある。

### 電線
地上の電線に接続する。電池を搭載しないので軽量となるが、距離が伸びると電線の重さが問題となる。
1917年に観測ヘリコプターの実験機Petróczy-Kármán-Žurovec PKZ-1が製作された。

### 太陽電池
機体上面に設置した太陽電池を電源とする。二次電池を搭載し曇りや夜間でも飛べるようにした機体が多い。二次電池を搭載した場合、事実上航続距離の上限が無いので長期間滞空が可能。

### 燃料電池
燃料電池を電源とする。地上で燃料（水素、炭化水素、アルコールなど）を給油する時間は充電よりも短く、消費すれば軽くなるなど内燃機関に近い感覚で利用できる。
欠点としては酸素が薄くなると反応しにくいため高度に制限がある、可燃物を搭載するため危険性は内燃機関と同じになる、地上の設備を改修する必要があるなど。
液体水素を燃焼とするガスタービンエンジンを搭載した水素航空機は欧州連合が「クライオプレーン計画」として2000年から2年間研究を行いエアバスも参加したが下火となっていた。またボーイングも研究している。

### ハイブリッド
電動機単独ではなく内燃機関とのハイブリッド式の研究も行われている。ターボ・エレクトリック方式、ディーゼル・エレクトリック方式、ガス・エレクトリック方式のように内燃機関を発電機として利用する方式は、内燃機関の特性に合わせた効率の良い発電が可能で、バッテリーの進化にも柔軟に対応できる、
欠点としてはハイブリッドエンジンの技術が必要となることや、発電用のエンジンを搭載するため重量が増加する。
人力飛行機に発電機を搭載した人力と電気のハイブリッド機が製作されたこともある。
エアバス、ロールス・ロイス、シーメンスはターボファン4発機のBAe 146のエンジン1基を電動ダクテッドファンで置き換えたAirbus E-Fan Xでリージョナル機の研究を行う予定。
燃料電池とジェットエンジンを組み合わせるハイブリッドジェットエンジンは、高高度における酸素不足をエンジン内のコンプレッサーで解決できるほか、ジェットエンジン故の高速度化、燃料電池の排熱を利用することによるコンバインドサイクル発電同様の高効率化などが期待されている。
既存のジェット機の尾部に電動ファンを追加する研究が行われている。

### その他
マイクロ波を地上から照射するワイヤレス電力伝送などのアイディアもあるが実験段階である。

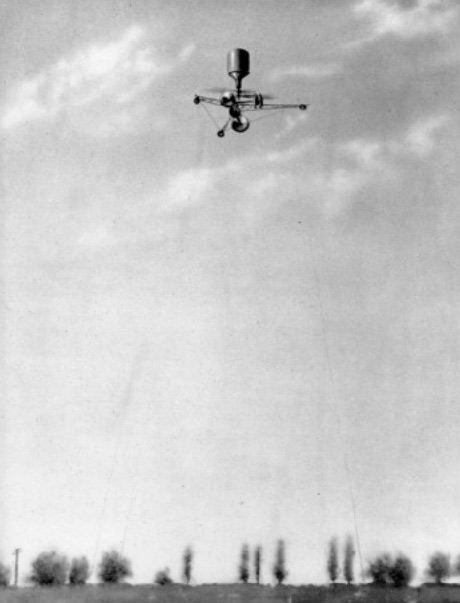
飛行中のPKZ-1
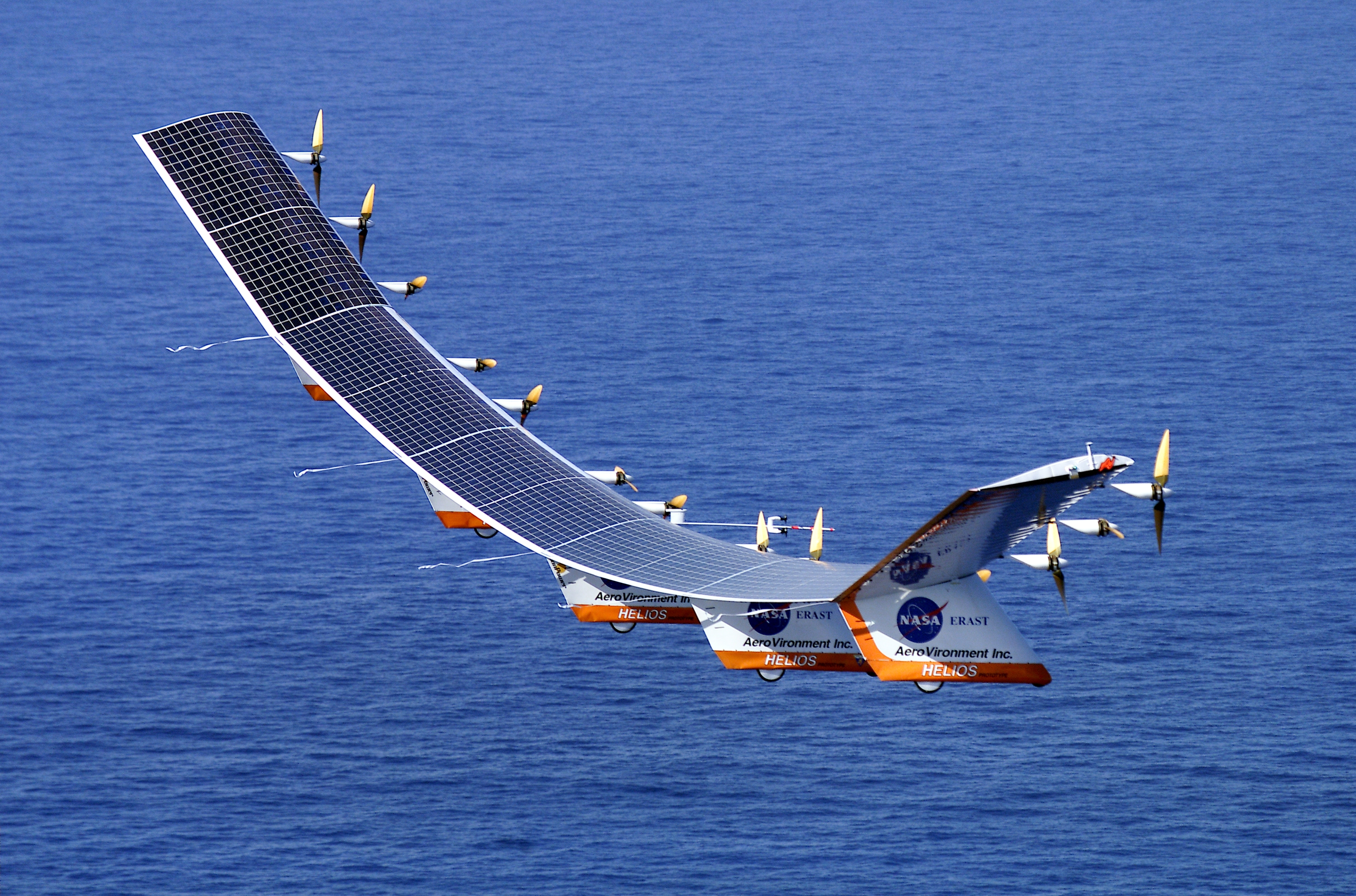
飛行中のソーラープレーン（ヘリオス）
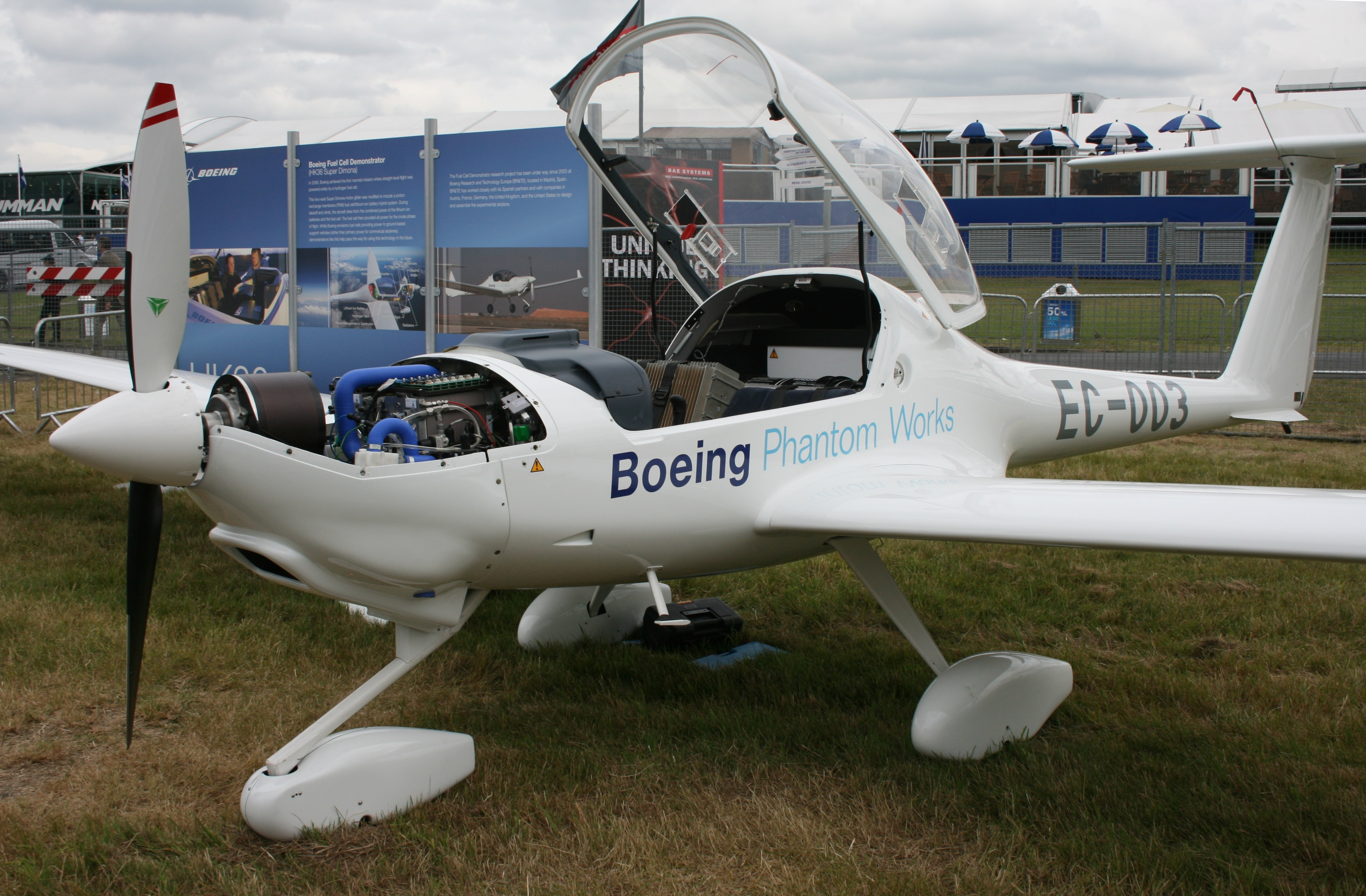
ボーイングがダイヤモンド・エアクラフト・インダストリーズのDA20を改造した水素航空機の実験機
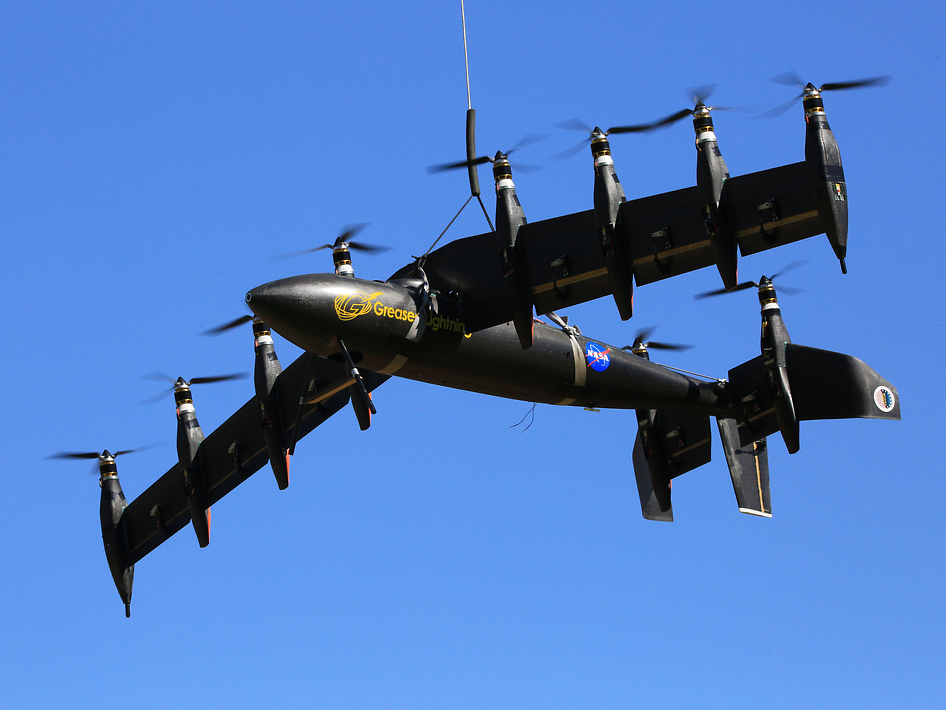
NASAが開発したディーゼル・エレクトリック方式の垂直離着陸機GL-10

## 歴史

ティサンディの電動飛行船

- 1883年10月8日、 ガストン・ティサンディエが電動機で飛行船を動かすことに成功した。
- 1959年にグラウプナーがコアレスモータを搭載した電動模型飛行機をデモ飛行させた。
- 1973年にHeino Brditschkaがモーターグライダー (Brditschka HB-3) のエンジンを電動機に交換した機体で14分間の飛行に成功した[23][24]
- 1974年、アストロ・フライト社はDARPAの為にロッキード社を通じて実証機であるサンライズⅠを製造した。
- 1979年、ポール・マクレディによって世界初の有人ソーラープレーンであるゴッサマー・ペンギンがアストロ・フライト社で作られた。
- 1979年4月29日、太陽電池で滑空可能な高度まで上昇するグライダーが飛行した[25]。
- 1981年、7月7日、ソーラーチャレンジャー号がSteve Ptacekの操縦により、ドーバー海峡を横断した。
- 1990年、三洋電機製アモルファスシリコン太陽電池（最大出力300W）を使用したタンポポ号が米国人パイロット、エリック・レイモンドの操縦により、アメリカ大陸を横断した[26]。
- 2001年、NASAは高空の気象を長期間観測するために、太陽電池と燃料電池のハイブリッド式ソーラープレーンの実験機ヘリオスで高度2万9511 メートルを達成。
- 2003年、電動モーターグライダーのLange Antares 20Eが耐空証明を取得した[27] 。
- 2006年7月16日、桶川飛行場でオキシライド乾電池160本を使用した有人機が、391.4メートル・59秒間の有人飛行に成功した。
- 2010年7月8日、スイスの「ソーラー・インパルス」が世界初の本格的な夜間有人飛行に成功。7日午前7時（日本時間同午後2時）前に離陸、日中に充電しながら、高度約8500メートルまで上昇、その後約1500メートルまで降下して水平飛行を続けた。電池の充電状態は良くさらに48時間の飛行も可能だったという。この後、大西洋横断や世界一周の有人飛行が計画されている[28]。
- 2011年にはドイツの企業E-voloが16の回転翼を持つ電動の有人マルチコプターを試作した[29]。
- 2015年4月6日、JAXAの『航空機用電動推進システム』の飛行実証としてモーターグライダー (HK36TTC-ECO) を改造した電動航空機の飛行実験を行い、高度約600mまでの上昇と17分間の飛行、降下中にプロペラをエアブレーキとして使い電力回生を行えることを実証した[6]。
- 2015年7月10日、Airbus E-Fanがドーバー海峡を約36分で横断。これは固定翼機で初めて横断に成功したブレリオ XIとほぼ同じタイムである。
- 2017年3月23日、エクストラが自社のEA-300に出力260kWのシーメンス製モーターを搭載した改造機により約340 km/h に到達、電動航空機の速度記録を樹立した。また翌日には、世界で初めてグライダーを牽引した電動航空機となった[30]。
- 2017年4月20日、ドイツのベンチャー企業Lilium（リリウム）社が、垂直離陸から水平飛行が可能な無人実験機の飛行に成功した[31]。2019年には有人機のテストを予定している。
- 2018年7月、JAXA、航空系企業、電機系企業、経産省を中心に航空機電動化コンソーシアムが設立された[32][33]。エミッションフリー航空機の実現に向けた技術開発や技術力強化を目指す。
- 2019年1月16日、経済産業省とボーイングは電動航空機の技術協力で合意した[34][35][36]。
- 2019年3月、NEDOの「航空機用先進システム実用化プロジェクト」に「次世代電動推進システム研究開発」を加え、2019年度から電動航空機のシステムを構成するモータや線材、軽量蓄電池等の基盤技術開発を行う[37]。

- 2020年6月、「ピピストレル・ヴェリス・エレクトロ」は、欧州航空安全機関(EASA) CS-LSAの初の完全電動型式認証を受けた電動航空機。

NASAでは電動航空機の陸上試験施設として2019年からNASA Electric Aircraft Testbedを開設する予定。
エアレースの大会 エアレース 1の電動航空機部門であるエアレース Eが2020年に開催予定。
高度8万フィートまで到達可能な有人ソーラープレーンの開発が行われている。
JAXAでは2020年代にスカイスポーツ用、2030年代にエアタクシー、2040年代に短距離路線向けのコミューター機、2050年代には中型のリージョナル機が実現すると予測している。

## リンク
- 航空機用電動推進システム/ハイブリッド推進システム | 航空新分野創造プログラム（Sky Frontier） - JAXA航空技術部門
- EV WORLD.COM
- 特集「電動航空機」